# Minthosoma stylata
Minthosoma stylata là một loài ruồi trong họ Tachinidae.